# 730 (číslo)
Sedm set třicet je přirozené číslo. Následuje po čísle sedm set dvacet devět a předchází číslu sedm set třicet jedna. Římskými číslicemi se zapisuje DCCXXX a řeckými číslicemi ψλ. 

## Matematika
730 je:
- Deficientní číslo
- Složené číslo
- Nešťastné číslo

## Astronomie
- (730) Athanasia je planetka hlavního pásu, kterou objevil v roce 1912 Johann Palisa

## Roky
- 730
- 730 př. n. l.